# Żywiec (bier)
Żywiec is een Pools biermerk dat sinds 1856 wordt gebrouwen in Browar w Żywcu (onderdeel van Grupa Żywiec) te Żywiec.

## Varianten
- Jasne pełne (Premium), blonde lager met een alcoholpercentage van 5,6%
- Porter, donkerbruine porter met een alcoholpercentage van 9,5% (gecreëerd in 1881)
- Niskoalkoholowe, alcoholarm blond bier met een alcoholpercentage van 1,1%